# Be Berlin

Offizielles Logo

be Berlin (englisch für ‚sei Berlin‘) war eine Kampagne des Landes Berlin, die vom Berliner Senat am 11. März 2008 ins Leben gerufen wurde, um die unterschiedlichen Facetten Berlins regional, national und international bekannt zu machen. Slogan und Logo wurden ab 12. September 2020 durch den neuen Slogan Wir sind ein Berlin und ein neues Logo ersetzt.
Unter Führung der Senatskanzlei wurde die Imagekampagne vom Hauptstadt-Marketing der Berlin Partner für Wirtschaft und Technologie GmbH sowie anderen Akteuren der Stadt entwickelt. Ziel war es, Berlin als besondere Stadt zum Leben und Arbeiten zu positionieren. Zielgruppen der Kampagne waren Berliner, Berlin-Besucher, internationale Investoren, Berliner Unternehmen, Wissenschaftseinrichtungen sowie Talente.
In unterschiedlichen Bereichen wie Wirtschaft, Wissenschaft, Kultur, moderne Industrie oder auch Sport und Soziales wurden mit Partnern Kampagnenprojekte entwickelt und umgesetzt. Die ersten zwei Jahre sollen die Stadt 10 Millionen Euro gekostet haben. Ergänzt werden soll diese Summe durch private Mittel. 2010 wurde außerdem die Kampagne Ich bin ein Berliner gestartet, die den Industriestandort Berlin fördern sollte.

## Verlauf

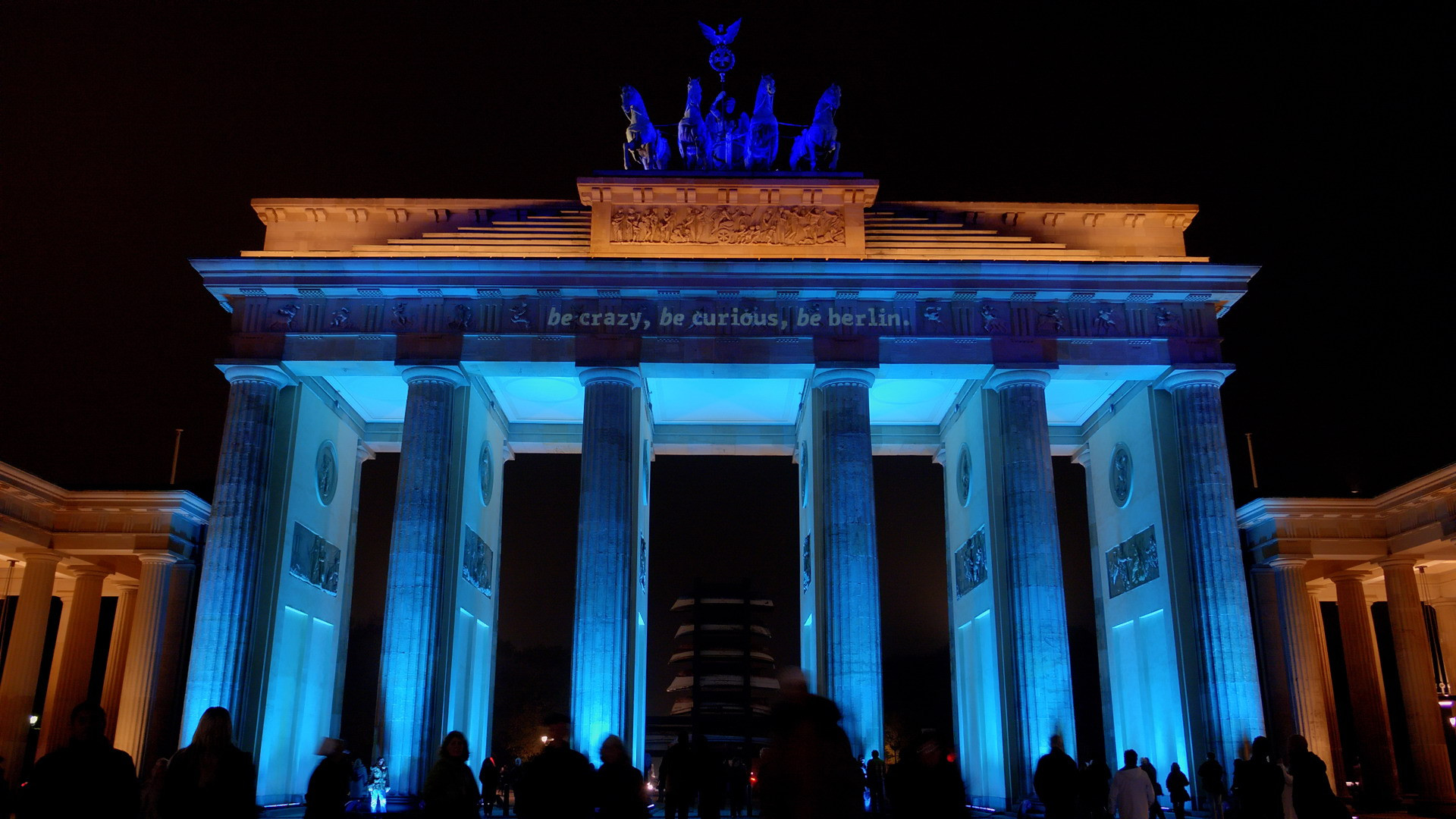
Das Motto „be crazy, be curious, be berlin“ während des Festival of Lights auf das Brandenburger Tor projiziert

Seit 2008 unterstützen diverse Kampagnenprojekte die Beliebtheit Berlins. Im ersten Jahr ihres Bestehens sprach die Kampagne vor allem Berliner an. Zum Start wurden insgesamt 1.358.205 Postwurfsendungen an alle Berliner Haushalte versandt, um über die Kampagne zu informieren. 2009 wurde be Berlin international – mit dem Slogan the place to be. Hiermit wird die internationale Wahrnehmung Berlins gestärkt, ein wichtiges Ziel der Imagekampagne. Bisher war sie in 50 verschiedenen Ländern präsent, um für Berlin zu werben.
Die unterschiedlichen Facetten Berlins wie Wirtschaft, Technologie, Kultur, moderne Industrie, Familie und Talente werden in der Kampagne systematisch herausgestellt und werben im Rahmen der Dachkampagne Stadt der Chancen für die Standortvorteile Berlins.
Ein weiteres strategisches Projekt ist die Industriekampagne, welche gemeinsam mit 13 Industrieakteuren Berlins den Industriestandort Berlin fördert.
2014 wurde ein Fokus auf das Thema 25 Jahre Mauerfall gelegt. Die Kampagne begleitete dieses mit intensiven Marketing- und Kommunikationsmaßnahmen.

## Kritik

Beim Wettbewerb eingereichtes, nicht berücksichtigtes Logo

Die Kampagne wird nach einer Umfrage der Forsa im März 2008 von den Berlinern nicht angenommen, da sie mit dem Motto „be Berlin“ wenig verbinden.
Klaus Wowereit wurde unter anderem aufgrund des Werbespruchs der Kampagne der Negativpreis Sprachpanscher des Jahres zuteil.
Gegen die Vergabe des Auftrages an die Fuenfwerken Design wurde Klage von verschiedenen Agenturen vor dem Berliner Landgericht eingereicht. Nach deren Angaben bestehen bei zumindest einem Juror Verbindungen zur ausgewählten Firma.
Auch Plagiatsvorwürfe wurden gegen die Kampagne mehrfach geäußert, da einige Agenturen ähnliche Logos eingereicht hatten, die nicht berücksichtigt wurden, dem endgültigen Logo aber sehr ähnlich waren.
Der Bund der Steuerzahler kritisierte in seinem Schwarzbuch 2008 die seiner Meinung nach unnötige Kampagne als Verschwendung von Steuergeldern.

## Partner der Kampagne (Auszug)
- Berlin Partner für Wirtschaft und Technologie GmbH
- visitBerlin
- Goethe-Institut
- IHK Berlin
- Diverse Auslandshandelskammern und Wirtschaftsförderungen weltweit

## Partner der Industriekampagne (Auszug)
- Bayer AG
- Pfizer
- Bombardier Transportation
- BMW-Werk Berlin
- GE Energy
- Clean Tech Business Park Berlin-Marzahn
- B. Braun Melsungen
- Coriant
- Siemens